# Войнишки паметник (Копривщица)
Паметник на загиналите в Балканските войни (1912 – 1913 г.) в Копривщица е паметник изработен от Атанас Петров през 1914 г., по негова инициатива и с негови средства, намиращ се в двора на старото училище. Пресеченият четиристенен пирамидален обелиск е направен от черен, полиран гранит с размери 300/55/55 см. От двете му страни се четат надписи с имената на 53-ма от загиналите в тези войни копривщенци. Във височина паметника завършва с православен кръст. Първоначалното място на паметника е пред входа на читалището.

## Паметен текст
| „ | Въ паметъ на славно загиналите герои копривщенци въ Освободителната и Мездусъюзнишка войни прѣзъ 1912 – 1913 г. Народъ който помни миналото и живѣе съ историята си той има велико бѫдеще. | “ |

Семейството на Пейо Плачков, брат на поп Дончо Плачков е единственото в България дало три жертви по време на войните 1912 – 1918 г. – полк. Михаил Пеев-Плачков, майор Владимир Пеев-Плачков и майор Атанас Пеев-Плачков. От четирима сина им остава само техния брат Иван Пеев-Плачков.
Запасният ефрейтор от Копривщица Илия Дрехаров, участник в Балканската, Междусъюжническата и Първата световна войни през 1912 г. се заблудил при патрулиране на Чаталджа и бил пленен от турците. Турският паша командващ противника му подарява свободата, като го посочва на своите офицери и войници за пример, връща му оръжието и го изпраща в българските линии поради неговото достойно и смело държание, за което е издадено „Свидетелството за народна признателност на ефрейтор Дрехаров, загинал 1916 г.“. Загива на  1 декември 1916 г., в битка при село Комана в Румъния и е погребан на позицията. Това е единствен случай през цялата Балканска война. Във войните града дава около петстотин души жертви.През 1910 година Копривщица наброява 3193-ма жители.

## Копривщенци загинали в Балканската, Междусъюзническата и Първата Световна войни
| Полковник Гаврил Кантарджиев        | загинал геройски за отечеството, в бой през Европейската война – в Добруджа.                                       |
| Полковник Тодор С. Палавеев         | загинал в бой през Европейската война.                                                                             |
| Полковник Михаил Пеев – Плачков*    | кавелерист, доблестен офицер, загинал в Балканската война.                                                         |
| Майор Владимир Пеев – Плачков*      | пехотинец, загинал славно за родината, в бой през Балканската война на 26 юни 1913 г. във Виница.                  |
| Майор Атанас Пеев – Плачков         | от Генералния щаб, пехотинец (трети брат), загинал геройски в бой през Европейската война в Македония.             |
| Майор Яким Кесяков*                 | артилерист, загинал за Родината през Балканската война при Радовиш.                                                |
| Капитан Ст. Душков*                 | загинал за свободата на брата – роб.                                                                               |
| Поручик Динчо Дебелянов             | пехотинец, загинал геройски за Отечеството, в бой с англичаните през Европейската война – в долината на р. Струма. |
| Поручик о.з. Иван Михалев Маджаров* | загинал в бой през Балканската война.                                                                              |
| Поручик Лука Тумангелов             | загинал за родината през Европейската война – в Македония.                                                         |
| Поручик Станьо Найденов             | загинал в бой с румънците през Европейската война.                                                                 |
| Поручик Иван Илиев Кацаров          | пехотинец, загинал в Европейската война.                                                                           |
| Поручик Антон Каблешков             | кавалерист храбрец, загинал геройски в бой с турците през Балканската война в Тракия.                              |
| Подпоручик Н. Радомиров             | загинал храбро в сражение в Европейската война.                                                                    |
| Подпоручик Андон Бойков             | загинал за Родината през Европейската война в Македония.                                                           |
| Подпоручик Недельо Козинаров        | загинал в бой през Европейската война.                                                                             |
| Подпоручик Борис Динчов             | загинал в бой през Европейската война.                                                                             |
| Подпоручик Кунчо Драгиев Драгийски  | загинал в бой през Европейската война при Велес                                                                    |

| Генчо Дапков       | 1912 г.* |
| Драгоя Будаков     | 1912 г.* |
| Дончо Тороманов    | 1912 г.* |
| Петко Мерджанов    | 1912 г.  |
| Кръстьо Петков     | 1913 г.  |
| Павел Т. Главчев   | 1913 г.  |
| Рашко Вакарелов    | 1913 г.* |
| Георги Царвулджиев | 1915 г.  |
| Кунчо Д. Панчов    | 1915 г.  |
| Петко Младенов     | 1915 г.  |
| Гаврил Д. Ревов    | 1916 г.  |
| Димитър Паничаров  | 1916 г.  |
| Иван Н. Пиринджиев | 1916 г.  |
| Ненчо Н. Косьов    | 1916 г.  |
| Найден Петков      | 1916 г.  |
| Павел Ц. Бозов     | 1916 г.  |
| Петкьо Гьотлиев    | 1916 г.  |
| Стойчо К. Гърнев   | 1916 г.  |
| Георги Д. Панеков  | 1918 г.  |

| Александър Д. Бернусунов | 1912 г.* |
| Брайко Н. Киндеков       | 1912 г.* |
| Гаврил Т. Киндеков       | 1912 г.* |
| Генчо П. Стрелков        | 1912 г.  |
| Груйо Т. Тороманов       | 1912 г.  |
| Димо Н. Ревов            | 1912 г.* |
| Илия Н. Косьов           | 1912 г.  |
| Иван Н. Орашъков         | 1912 г.* |
| Найден С. Новаков        | 1912 г.  |
| Павел Н. Бербетов        | 1912 г.* |
| Петър Н. Геов            | 1912 г.  |
| Пейо Хр. Пеев            | 1912 г.  |
| Петър Сп. Петров         | 1912 г.  |
| Славчо С. Банчев         | 1912 г.  |
| Цвятко Т. Вълчинов       | 1912 г.  |
| Цанчо Н. Калканов        | 1912 г.* |
| Банчо Н. Тодоров         | 1913 г.  |
| Гаврил Ст. Кунчев        | 1913 г.  |
| Генчо П. Мрънков         | 1913 г.* |
| Георги Л. Табаков        | 1913 г.  |
| Дончо П. Василев         | 1913 г.  |
| Дончо Г. Дончев          | 1913 г.  |
| Ланко М. Карамунчев      | 1913 г.  |
| Димитър Н. Налбантов     | 1913 г.  |
| Димитър С. Тороманов     | 1913 г.  |
| Енчо К. Пандуров         | 1913 г.* |
| Иван П. Динчев           | 1913 г.  |
| Илия П. Василев          | 1913 г.* |
| Недко Р. Паничаров       | 1913 г.  |
| Нешо К. Юруков           | 1913 г.  |
| Петко Хр. Доганов        | 1913 г.  |
| Петко Р. Кълев           | 1913 г.* |
| Панчо Хр. Тороманов      | 1913 г.  |
| Рашко Хр. Добреков       | 1913 г.* |
| Рашко Г. Каменаров       | 1913 г.  |
| Салчо П. Азманов         | 1913 г.  |
| Тодор П. Гърмидолов      | 1913 г.* |
| Тодор Кр. Райков         | 1913 г.* |
| Гаврил Ил. Татарлиев     | 1915 г.  |
| Илия Р. Герасимов        | 1915 г.  |
| Иван Т. Юруков           | 1915 г.  |
| Лулчо Ц. Биволаров       | 1915 г.  |
| Матея Ив. Паралеев       | 1915 г.  |
| Нойо К. Джоголанов       | 1915 г.  |
| Нанчо Ив. Златаров       | 1915 г.  |
| Нетко П. Младенов        | 1915 г.  |
| Найден Н. Стефлеков      | 1915 г.  |
| Павел Г. Гайтанеков      | 1915 г.  |
| Петър К. Златаров        | 1915 г.  |
| Павел Сп. Тороманов      | 1915 г.  |
| Стоян Г. Белайков        | 1915 г.  |
| Станьо Ст. Воденичаров   | 1915 г.  |
| Стойко Н. Орашъков       | 1915 г.  |
| Тодор Д. Дуплеков        | 1915 г.  |
| Цанчо П. Въжаров         | 1915 г.  |
| Бенко М. Битолов         | 1916 г.  |
| Георги Н. Банчев         | 1916 г.  |
| Ганчо В. Врачов          | 1916 г.  |
| Груйо Станьов            | 1916 г.  |
| Динчо П. Мрънков         | 1916 г.  |
| Дело Н. Самодивеков      | 1916 г.  |
| Илия Ц. Дрехаров         | 1916 г.  |
| Иван Радоев              | 1916 г.  |
| Кунчо Ив. Сапунджиев     | 1916 г.  |
| Луко Т. Вълчинов         | 1916 г.  |
| Матея Р. Немиркин        | 1916 г.  |
| Найден Н. Бозов          | 1916 г.  |
| Никола Н. Дюлгяров       | 1916 г.  |
| Никола П. Врабеков       | 1916 г.  |
| Панчо Н. Дюлгяров        | 1916 г.  |
| Петър П. Младенов        | 1916 г.  |
| Павел Сим. Нинов         | 1916 г.  |
| Пейо Сим. Нинов          | 1916 г.  |
| Павел Ц. Фурнаджиев      | 1916 г.  |
| Рашко Гайтанеков         | 1916 г.  |
| Сабо Стан. Воденичаров   | 1916 г.  |
| Сабо П. Стайков          | 1916 г.  |
| Тодор П. Бурносузов      | 1916 г.  |
| Тончо П. Козлеков        | 1916 г.  |
| Тодор Д. Чорапчиев       | 1916 г.  |
| Христо Кофарджиев        | 1916 г.  |
| Христо Г. Панчаров       | 1916 г.  |
| Атанас Н. Райков         | 1917 г.  |
| Вельо Г. Димитров        | 1917 г.  |
| Вельо К. Мангъров        | 1917 г.  |
| Георги Р. Златарев       | 1917 г.  |
| Гаврил Стипчеков         | 1917 г.  |
| Георги Томев             | 1917 г.  |
| Иван Т. Тороманов        | 1917 г.  |
| Лулчо х. Г. Кесяков      | 1917 г.  |
| Найден Ив. Лалов         | 1917 г.  |
| Найден Н. Лалов –        | 1917 г.  |
| Сабо Г. Тиханеков        | 1917 г.  |
| Тодор Искр. Йончев       | 1917 г.  |
| Филип Р. Хейников        | 1917 г.  |
| Алекса П. Кесяков        | 1918 г.  |
| Атанас Г. Каменаров      | 1918 г.  |
| Андон Г. Терзиев         | 1918 г.  |
| Вельо Хр. Калев          | 1918 г.  |
| Гаврил Ст. Воденичаров   | 1918 г.  |
| Груйо Н. Палавеев        | 1918 г.  |
| Йовко Ив. Главчев        | 1918 г.  |
| Кръстьо Ф. Белайков      | 1918 г.  |
| Кунчо Ив. Фитлеков       | 1918 г.  |
| Лулчо Вел. Вътев         | 1918 г.  |
| Лулчо Рал. Пеев          | 1918 г.  |
| Луко Р. Скоклеков        | 1918 г.  |
| Матея Н. Новаков         | 1918 г.  |
| Памел М. Тънкикожов      | 1918 г.  |
| Рашко Д. Стипчеков       | 1918 г.  |
| Славчо Р. Радомиров      | 1918 г.  |
| Стоян Д. Толинов         | 1918 г.  |